# Чорний Микола Володимирович
Мико́ла Володи́мирович Чо́рний (17 грудня 1985, м. Хоростків, нині Україна — 23 червня 2014, м. Дебальцеве, Донецька область, Україна) — український волонтер. Почесний громадянин Тернопільської області (2022, посмертно).

## Життєпис
Микола Чорний народився 17 грудня 1985 року в місті Хоросткові, нині Хоростківської громади Чортківського району Тернопільської области України.
23 червня 2014 року зник під час доставки гуманітарної допомоги в районі м. Дебальцеве, що на Донеччині. Спочатку був похований у м. Дніпро як тимчасово невстановлений захисник України. Після встановлення особи за експертизою ДНК перепохований у м. Кременці, що на Тернопільщині.

## Нагороди
- почесний громадянин Тернопільської області (26 серпня 2022, посмертно)[1].